# ديسموند ينز
ديسموند ينز (بالإيطالية: Desmond N'Ze)‏ (17 أبريل 1989 في سيكوندي تاكورادي في غانا – )؛ هو لاعب كرة قدم كان يلعب كمدافع.

## وصلات خارجية
- ديسموند ينز على موقع رابطة كرة القدم اليابانية للمحترفين (اليابانية)
- ديسموند ينز على موقع قاعدة بيانات كرة القدم.إي يو (الإنجليزية)
- ديسموند ينز على موقع Soccerway.com (الإنجليزية)
- ديسموند ينز على موقع عالم كرة القدم.نت (الإنجليزية)